# Sibella Elizabeth Miles
Sibella Elizabeth Miles (ur. 1800, zm. 1882) – angielska nauczycielka, pisarka i poetka epoki wiktoriańskiej z Kornwalii.

## Życiorys
Była córką Johna Westby Hatfielda i jego żony Sibelli. W 1833 roku poślubiła oficera marynarki wojennej Alfreda Milesa. W Penzance prowadziła szkołę dla dziewcząt. Wolny czas wypełniała sobie twórczością literacką. Jest autorką między innymi poematu The Wanderer of Scandinavia; or, Sweden Delivered, in five Cantos, napisanego częściowo strofą spenserowską. Był on zrecenzowany w The Gentleman's Magazine (Vol. 46, part the second, London 1826, s. 333). Dzieło to opowiada o losach Gustawa Wazy. Napisała też wiersz To Poland (Do Polski):
Oh Poland! thy brave sous will be

Midst Freedom’s brightest martyts named,

With thoughts of such sublimity,

As song to speak hath never aim’d;-

Thine are the souls by chains untamed,

Thine are the hearts by toil unworn,

Who, if at length subdued, have claimed

In chains, to laugh their foes to scorn.